# Pøl Hegn
Pøl Hegn eller  Pøleskov (på tysk Pöhler Gehege) er et skovområde beliggende mellem Slesvig by og Skovby i Sydslesvig i den nordtyske delstat Slesvig-Holsten. Skoven udgør samen med Slesvig Dyrehave et større sammenhængende skov- og naturområde, der har stor rekreativ og kulturhistorisk betydning. Pøleskoven er overvejende præget af løvtræer, der er flere vandrestier.
I 1800-tallet blev der fundet et moselig i tørvegravene ved Kongshvile (tysk Königswille) ved randen af Pøl Hegn. 
Under 1. Slesvigske Krig i april 1848 kom det i Pøl Hegn og Dyrehaven til flere sammenstød mellem danske og tyske soldater.